# Karl Drais
Karl Friedrich Christian Ludwig, baró Drais von Sauerbronn, anomenat Karl Drais (Karlsruhe, 29 d'abril de 1785 - Karlsruhe, 10 de desembre de 1851) fou un inventor alemany, conegut per haver inventat el 1817 una màquina de dues rodes, la Laufmaschine (màquina de córrer) que després es va denominar draisina i que és el precursor del que seria posteriorment la bicicleta.

## Biografia
El seu pare, Karl Wilhelm Ludwig Friedrich Drais von Sauerbronn, va ser un jutge del Tribunal Superior de Baden. La seva mare era Margarete Ernestine von Kaltenthal i el padrí de baptisme va ser el marcgravi Carles Frederic de Baden. Va acabar el batxillerat a Karlsruhe i de 1803 a 1805 va estudiar arquitectura, agricultura i física a la Universitat de Heidelberg. Després d'aquesta etapa es va dedicar a temes forestals a Schwetzingen i el 1810 era inspector forestal sense un districte determinat al Gran Ducat de Baden, però un any després va abandonar el servei per dedicar-se a les seves invencions. El 1818 el Gran Duc Carles el va nomenar professor de mecànica i va poder retirar-se, encara jove, mantenint el seu salari, cosa que li va permetre prosseguir la prometedora carrera d'inventor.

## Invents
Va inventar una màquina per les tecles del piano, una màquina d'escriure amb tecles per a 25 lletres (per al seu pare que estava perdent la vista). El 1829 va idear una màquina d'escriure estenogràfica per a 16 lletres que gravava en una cinta perforada. Allò que el faria famós seria l'invent del precursor de la bicicleta, la draisina, amb la que va fer la primera demostració pública el 12 juny de 1817 recorrent els 14,4 km que separaven Mannheim de Schwetzingen en poc més d'una hora.
El 1813 Drais va crear un vehicle de quatre rodes propulsat per pedals i un cigonyal entre les rodes del darrere. La construcció de vehicles que no necessitaven de tracció animal semblava interessant a causa de la pujada del preu de la civada des de 1812 i sobretot per les males collites de 1816, l'any sense estiu per culpa de l'explosió del mont Tambora el 1815.